# Wirbelwind
De Flakpanzer IV Wirbelwind (Wervelwind in het Nederlands) was een luchtdoelvoertuig gebaseerd op de Panzerkampfwagen IV. Hij werd in 1944 ontwikkeld als vervanger van de eerdere luchtdoeltank Möbelwagen.
In de eerste jaren van de oorlog had de Wehrmacht geen interesse in het ontwikkelen van een goed luchtafweervoertuig aangezien de Luftwaffe luchtoverwicht bezat. Maar toen de geallieerden steeds krachtiger vliegtuigen ontwikkelden en in gebruik namen, realiseerden de Duitsers zich dat ze niet alleen stationaire Flakkanonnen moesten hebben maar ook mobiele om colonnes, konvooien en dergelijke te beschermen. In juni 1944 luidde Heinz Guderian, toen hoofd van de Inspektion der Panzertruppe, persoonlijk de noodklok en beval zo snel mogelijk echte luchtafweertanks in productie te nemen. Tachtig voertuigen werden besteld van een type dat in mei 1944 voorgesteld was door Verskraft te Kummersdorf: de Wirbelwind. De productie van de tank werd uitgevoerd door Ostbau Werke in Sagan, een speciaal Baukommando. Op 27 juli vonden de eerste schietproeven plaats die met succes werden afgesloten; in augustus werden de eerste 22 voertuigen afgeleverd. Guderian stelde op eigen autoriteit vijftig nieuwe PzKpfw IV-onderstellen beschikbaar; de schaarste aan tanks bij de Duitsers was toen al zo nijpend dat alleen met speciale toestemming van het Westelijk Opperbevel op 27 juli nog eens dertig onderstellen mochten worden gebruikt die van dat strijdtoneel als te herbouwen wrak naar de fabriek waren teruggestuurd.

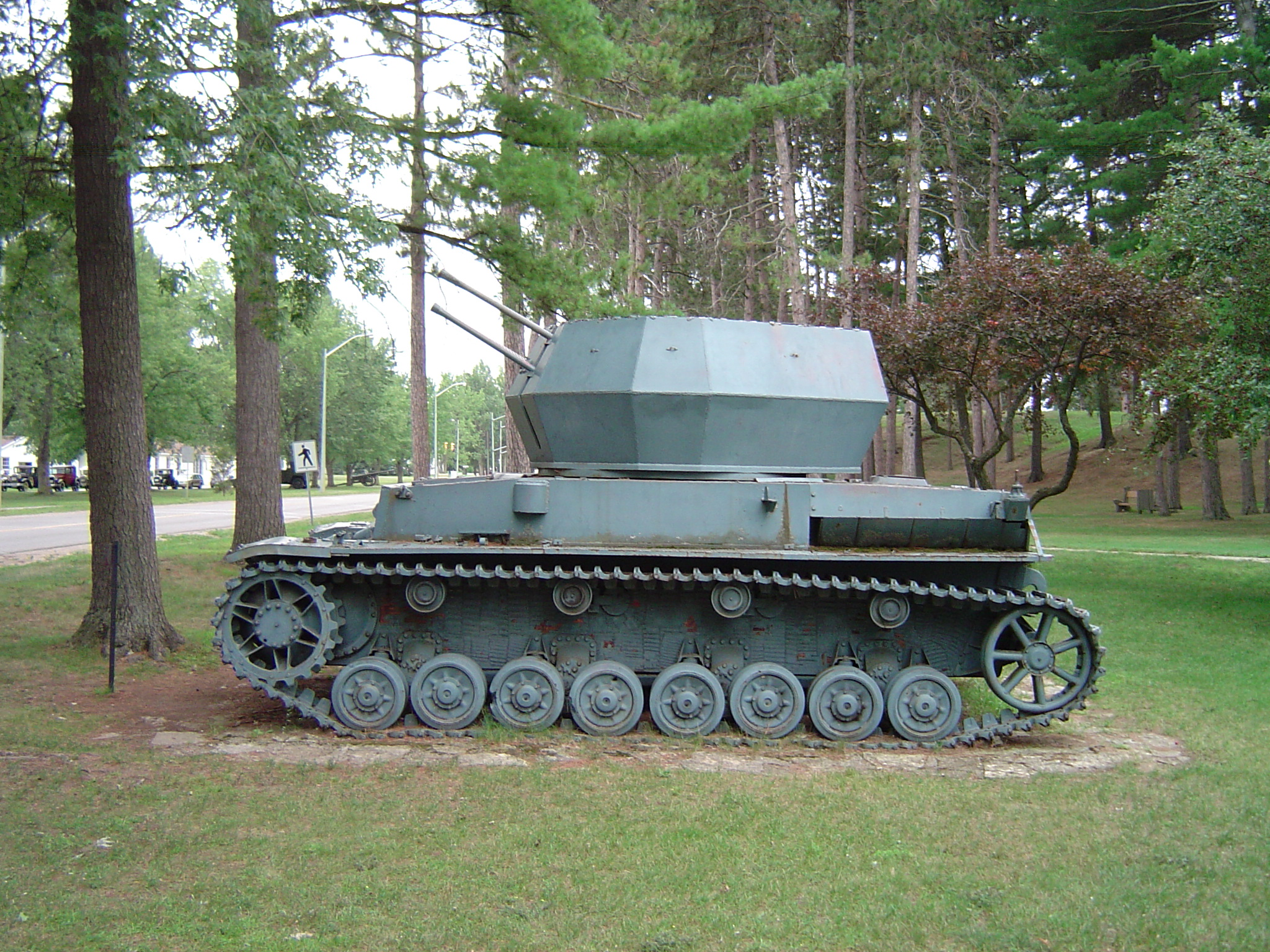
Een Wirbelwind in Base Borden

Bij de beschadigde Panzerkampfwagen IV werd de geschutskoepel eraf gehaald en vervangen door een 105 cm hoge, open, negenhoekige toren met een 20mm-Flakvierling 38, een viervoudig 20mm-geschut geplaatst op een 30 mm dikke bodemplaat. De bepantsering van de toren was 16 millimeter. Een gesloten ontwerp zou beter zijn geweest maar dit was niet mogelijk vanwege de rookontwikkeling van de vier luchtafweerkanonnen. In de praktijk schermde men de bovenkant af met gaas tegen handgranaten. Er zaten geen luiken in de toren omdat er geen tijd meer was ze te ontwerpen; de bemanning moest er dus steeds in- en uitklauteren. De rotatiesnelheid van de toren was 28° per seconde met handbediening, 60° met hydraulische bekrachtiging. Er was een munitievoorraad van 3200 patronen en er werden vier reservelopen meegevoerd.
Toen de Wirbelwind in gebruik werd genomen was 20mm-geschut niet meer erg effectief tegen vliegtuigen; de Wirbelwind werd snel aangevuld door de Ostwind die een enkele 3,7cm-Flak 43 had.
Het pantser en het snelvuur van de vier kanonnen van de Wirbelwind waren wel effectief tegen infanterie. Een Wirbelwind kon met één salvo een grote groep infanterie neermaaien.
Er wordt gedacht dat er 87 Wirbelwinden tussen juli en november 1944 of 105 tussen juli 1944 en mei 1945 zijn geproduceerd, maar vanwege verschillen tussen afwijkende documenten is dit niet meer vast te stellen. Er bestaat een document dat de viering van de bouw van het honderdste voertuig in december vermeldt, maar het Heereswaffenamt bestelde er die maand nog eens honderd, wat doet vermoeden dat toen pas de eerste serie van tachtig gebouwd was. In januari moest men uit Żagań verhuizen; een noodfabriek bij Teplitz in het Sudetenland werd toen opgestart die nog vijf voertuigen gebouwd zou hebben. Het staat echter vast dat er te weinig waren om een grote invloed op de oorlog te hebben. Ze waren alleen in dienst bij de luchtafweerpelotons van de pantserdivisies.
Er bevindt zich nog een Wirbelwind in de verzameling van Base Borden Military Museum in Canada en één in de Lehrsammlung van de luchtafweeropleidingsschool te Rendsburg.